# El teniente de Inishmore
El teniente de Inishmore (The Lieutenant of Inishmore en su título original) es una obra de teatro del dramaturgo anglo-irlandés Martin McDonagh, estrenada en 2001.

## Argumento
Centrada en la vida de Padraic, un desequilibrado que únicamente siente afecto por su gato Tomacin. Padriac se ha convertido en un ser violento, que se integra en el IRA y más adelante en el Ejército Irlandés de Liberación Nacional. Cuando tiene noticia de que su gato está enfermo regresa a su Inishmore natal desde Belfast para descubrir que en realidad el animal está muerto. Su ansias de venganza y su locura le lleva incluso a pretender terminar con la vida de su propio padre.

## Representaciones destacadas
- The Other Place, Stratford-upon-Avon, 2001. Estreno mundial.[3]
  - Dirección: Wilson Milam
  - Intérpretes: David Wilmot (Padriac), Kerry Condon (Mairead), Trevor Cooper (Donny), Owen Sharpe (Davey).

- Garrick Theatre, Londres, 2002.
  - Dirección: Wilson Milam
  - Intérpretes: Peter McDonald (Padriac), Elaine Cassidy, Trevor Cooper, Domhnall Gleeson.

- Teatro Nacional de Cataluña, 2003. Versión en lengua catalana con el título de El tinent d'Inishmore.
  - Dirección: Josep Maria Mestres.
  - Intérpretes: Pep Anton Muñoz, Rosa Boladeras, Jordi Vidal, Oriol Vila, Xavier Ricart, Guillem Motos, Roger Casamajor, Manel Sans.

- Belvoir Street Theatre, Sídney, 2003.
  - Dirección: Neil Armfield.
  - Intérpretes: Ben Mortley, Dan Wyllie, Tom Budge, Frank Gallacher, Rita Kalnejais.

- Lyceum Theatre, Broadway, Nueva York, 2006.[4]
  - Dirección: Wilson Milam
  - Intérpretes: David Wilmot (Padriac), Alison Pill (Mairead), Peter Gerety (Donny), Domhnall Gleeson (Davey).

- Teatro La Plaza, Lima, 2008.[5]Estreno en lengua española
  - Dirección: Juan Carlos Fisher.
  - Intérpretes:  Rodrigo Sánchez Patiño (Padriac), Gisela Ponce de León (Mairead), Rómulo Assereto, Alfonso Santistevan y Mario Velásquez.